# Obtained Enslavement
Az Obtained Enslavement norvég szimfonikus black metal együttes volt. 1989-ben alakultak Stord településen. Death metal zenekarként kezdték karrierjüket, a demóikon és az első nagylemezükön death metalt játszottak, az utolsó albumaikon viszont szimfonikus black metalt játszottak. Az Obtained Enslavement 2000-ben feloszlott.

## Tagok
- Torquemada - basszusgitár, ütős hangszerek (1989-2000)
- Døden - gitár (1989-2000)
- Pest - ének, basszusgitár (1989-2000)
- Heks - gitár, billentyűk (1992-2000)

## Korábbi tagok
- Tortur - basszusgitár (1995-1998)
- Morrigan - billentyűk (1997-1999)
- T-Reaper - basszusgitár (1998-1999)

## Diszkográfia
- Obtained Enslavement (demó, 1992)
- Out of the Crypts (demó, 1993)
- Centuries of Sorrow (album, 1994)
- Witchcraft (album, 1997)
- Hellblight (album, 1998)
- The Shepherd and the Hounds of Hell (album, 2000)